# Сусанн Б'єрнсен
Сусанн Б'єрнсен (норв. Susann Bjørnsen, 28 травня 1993) — норвезька плавчиня.
Учасниця Олімпійських Ігор 2016 року.
Призерка Чемпіонату Європи з плавання на короткій воді 2017 року.